# Calamaria modesta
Calamaria modesta — вид змій родини полозових (Colubridae). Мешкає в Південно-Східній Азії.

## Поширення і екологія
Calamaria modesta мешкають у високогір'ях Суматри, Яви і малазійського штату Сабах на Калімантані, а також на Сімелуе. Вони живуть у вологих тропічних лісах, серед опалого листя. Ведуть риючий спосіб життя.